# Angel Reese
Pour les articles homonymes, voir Reese.
Angel C. Reese, née le 6 mai 2002 à Randallstown, est une basketteuse américaine. Elle évolue pour le Sky de Chicago en WNBA après sa carrière universitaire aux Tigers de LSU, en Southeastern Conference, avec qui elle remporte le championnat NCAA en 2023. 
Elle est sélectionnée en septième position de la draft WNBA 2024 par le Sky de Chicago et fait ses débuts en WNBA le 15 mai 2024.

## Biographie

### Jeunesse
Angel Reese est née le 6 mai 2002 à Randallstown dans le Maryland. Dans sa jeunesse, elle pratique la danse, la natation et l'athlétisme, en plus du basket-ball. Elle évolue au poste de meneuse de jeu avant d'avoir deux poussées de croissance au cours de sa première année de lycée. 
Elle étudie à la Saint Frances Academy de Baltimore. Elle évolue dans l'équipe de basket-ball et remporte quatre années d'affilée le titre de la Conférence A de l'Association sportive interscolaire du Maryland,. 
Durant sa saison sénior, Angel Reese est sélectionnée pour le McDonald's All-American Game et la Jordan Brand Classic,. Elle quitte Saint Frances avec le deuxième plus grand nombre de points inscrits en carrière. Son numéro de maillot, le 10, est retiré.

### Carrière universitaire

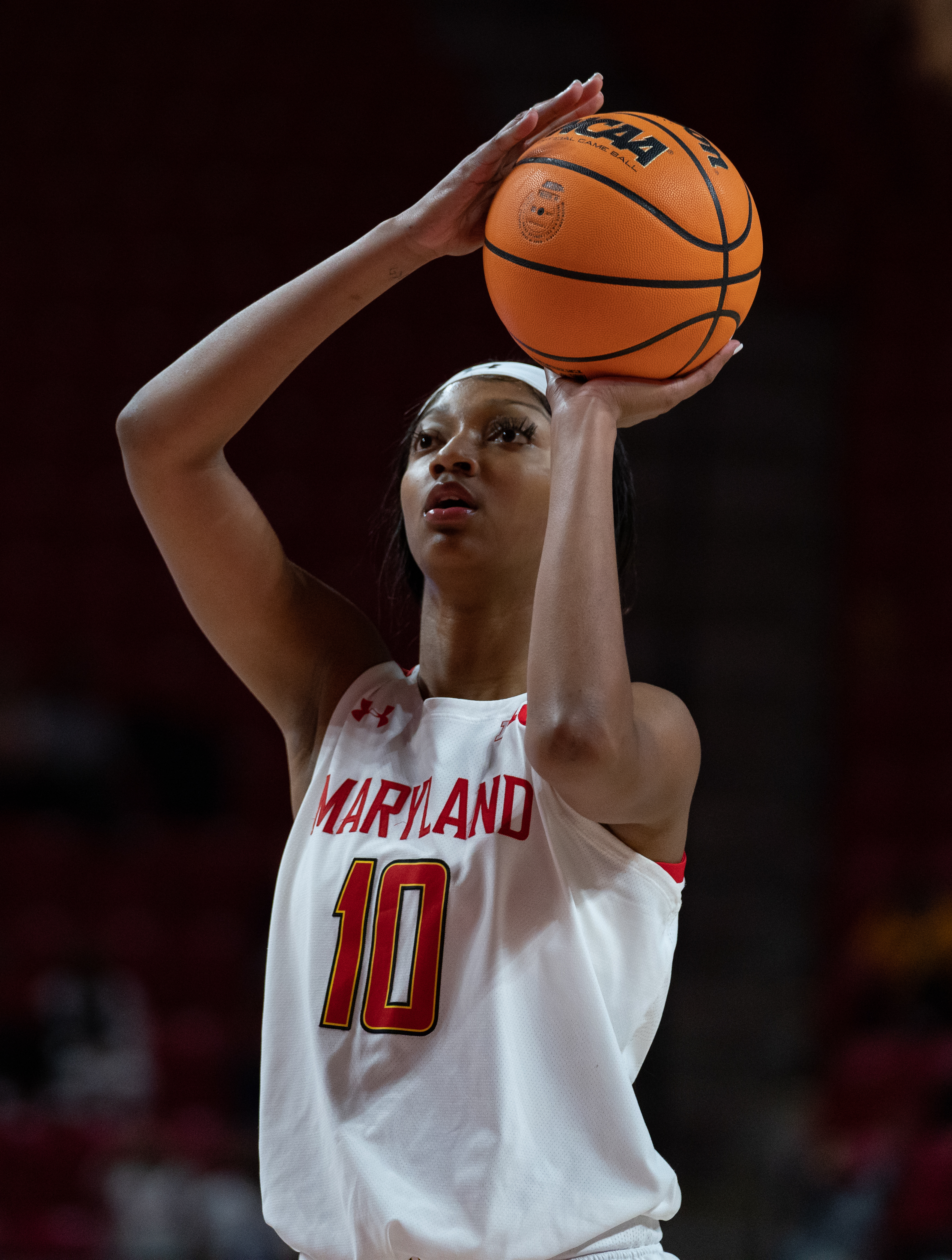
Angel Reese tire un lancer franc pour le Maryland en 2021.

#### Freshman
Angel Reese fait ses débuts universitaires le 27 novembre 2020 pour le Maryland. Elle se fracture le pied droit lors de son quatrième match, le 3 décembre contre Towson. Elle subit une intervention chirurgicale et est mise à l'écart jusqu'au 23 février 2021,. Elle cumule des moyennes de dix points et six rebonds par match, et est sélectionnée dans le Big Ten All-Freshman.

#### Sophomore
Angel Reese assume un rôle plus important dans sa deuxième saison, devenant l'une des meilleures rebondeuses offensives du pays. Elle mène le Maryland au Sweet 16 du tournoi NCAA 2022, où elle récolte 25 points et neuf rebonds dans une défaite de 72 à 66 contre la tête de série Stanford. Elle est nommée dans la première équipe All-Big Ten et dans l'équipe All-Defensive. Reese est sélectionnée dans la troisième équipe All-American de l'Associated Press et reçoit la mention honorable All-American de la United States Basketball Writers Association (USBWA),.
Le 6 mai 2022, Angel Reese est transférée à LSU, dans la Conférence du Sud-Est (SEC),.

#### Junior

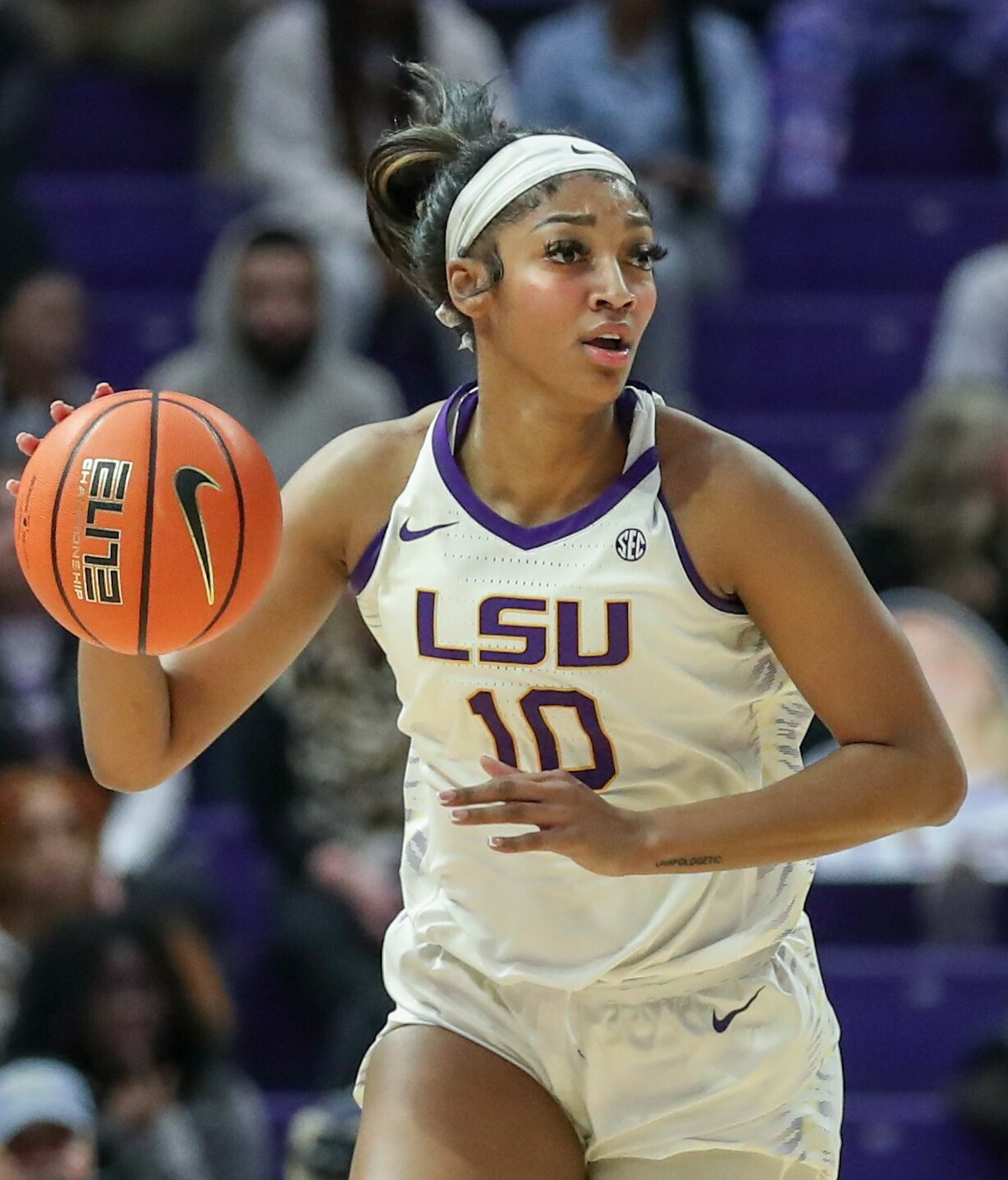
Angel Reese sous le maillot de LSU en 2024.

Angel Reese devient dès sa première année l'une des meilleures joueuse du pays. Elle fait ses débuts le 7 novembre pour LSU, enregistrant 31 points et 13 rebonds dans une victoire de 125 à 50 sur Bellarmine. Le 5 janvier 2023, elle  marque 26 points et capte 28 rebonds lors d'une victoire 74-34 contre Texas A&M. Elle dépasse ainsi le record de rebond en un seul match de LSU, détenu par Maree Jackson depuis 1977. Le 23 janvier, elle réalise son 20e double-double consécutif, avec 14 points et 14 rebonds dans une victoire de 89 à 51 contre l'Alabama . Elle bât ainsi le record du programme de doubles-doubles consécutifs, établi par Sylvia Fowles au cours de la saison 2006-07. Le 16 février, elle marque 36 points et capte 20 rebonds dans une victoire de 69 à 60 contre Ole Miss.
Angel Reese mène LSU au Final Four et au championnat national lors du tournoi NCAA 2023. Elle élue meilleure joueuse du tournoi. Avec son 32e double-double, elle bat le record de la SEC en une saison détenu par Teaira McCowan de l'État du Mississippi,. Elle est sélectionnée dans la première équipe All-American, de la première équipe All-SEC et de la SEC All-Defensive Team.

### Carrière professionnelle

#### WNBA
Angel Reese est sélectionnée en septième position de la draft WNBA 2024 par le Sky de Chicago. Elle est contrainte d'abandonner le numéro dix, pris par Kamilla Cardoso, sélectionnée avant elle en quatrième position. Elle choisit le cinq qu'elle avait déjà porté à l'université du Maryland et à la Saint Frances Academy de Baltimore. 
Elle fait ses débuts le 15 mai 2024 contre les Wings de Dallas.
Dès sa première saison, Reese établit un nouveau record du nombre de rebonds captés en une saison (avec 446), battant le précédent record de Sylvia Fowles. Elle établit aussi la meilleure moyenne de l'histoire de la WNBA au rebond (13,1). Reese bat aussi les records du nombre de double-doubles (26) pour une rookie et du nombre de matches consécutifs avec au moins 20 rebonds,. Elle termine 2e pour le titre de Rookie de l'année avec une voix sur 67, derrière Caitlin Clark.
En juin 2025, Reese réalise son premier triple-double (11 points, 13 rebonds, 11 passes décisives) face au Sun du Connecticut.

#### Unrivaled
Angel Reese est la dixième joueuse révélée pour participer à Unrivaled. Cette ligue a été créée par Breanna Stewart et Napheesa Collier. Elle réunit trente-six joueuses réparties en six équipes et les matchs ont lieu à Miami. Elle évolue pour le Rose Basket Club, entraîné par Nola Henry (en).
Elle est nommée meilleure défenseuse de la ligue lors de la saison inaugurale, avec une moyenne record de 12,1 rebonds par match et huit contres. Avec son ancrage dans la raquette, la Rose détient la meilleure défense, n'autorisant que 65,2 points par match.
Emmenée par Chelsea Gray, nommée meilleure joueuse des playoffs, la Rose remporte le titre. Blessée à la main gauche, Angel Reese ne peut prendre part aux phases finales,.

## Vie privée
Le demi-frère d'Angel Reese, Mikael Hopkins, est joueur professionnel de basket-ball. Son cousin Jordan Hawkins est aussi joueur professionnel de basket-ball.

## Statistiques

### Université
| MOP de la saison | Champion NCAA | Gras/Meilleures performances | [ 41 ] |

| Saison    | Équipe                | Matchs | Titul. | Min./m | % Tir | % 3pts | % LF | Rbds/m. | Pass/m. | Int/m. | Ctr/m. | Pts/m. |
| --------- | --------------------- | ------ | ------ | ------ | ----- | ------ | ---- | ------- | ------- | ------ | ------ | ------ |
| 2020-2021 | Terrapins du Maryland | 15     | 4      | 15,2   | 46,7  | 16,7   | 67,1 | 6,0     | 1,1     | 0,6    | 1,3    | 10,0   |
| 2021-2022 | Terrapins du Maryland | 32     | 31     | 25,8   | 50,0  | 18,2   | 68,3 | 10,6    | 1,5     | 1,7    | 1,1    | 17,8   |
| 2022-2023 | Tigers de LSU         | 36     | 36     | 33,6   | 52,5  | 16,7   | 70,8 | 15,4    | 2,3     | 1,8    | 1,6    | 23,0   |
| Total     | Total                 | 83     | 71     | 27,3   | 51,0  | 17,4   | 69,5 | 11,9    | 1,8     | 1,5    | 1,3    | 18,7   |

## Palmarès et distinctions

### Palmarès

#### Université
- Championne NCAA en 2023

### Distinctions personnelles

#### Université
- MOP en 2023

#### Unrivaled
- Joueuse défensive de la saison (DPoY) en 2025